# フラン・デルガド
フランシスコ・"フラン"・ハビエル・デルガド・ロハーノ（Francisco "Fran" Javier Delgado Rojano、2001年7月11日 - ）は、スペイン・アンダルシア州エシハ出身のサッカー選手。SCファレンセ所属。ポジションはディフェンダー。

## クラブ経歴
アンダルシア州のエシハに生まれ、2011年にレアル・マドリードのカンテラに入団したが、2017年7月1日、レアル・ベティスのカンテラに移籍し、3年契約を結んだ 。
2020-21シーズンからベティスのBチームでプレーし始めると、2021年1月6日、コパ・デル・レイのUDムティルベラ戦にてトップチームデビューを果たした。しかし、2021-22シーズンはトップチームでの出場機会は訪れず、プリメーラ・ディビシオンデビューは2022-23シーズン開幕節となったエルチェCF戦で経験した。
2023年7月10日、SCファレンセに移籍した。